# Qaus
Qaus (auch Qôs oder Qōs) ist der Name des Hauptgottes der Edomiter.
Der Name bedeutet „Bogen“, was auf die ursprüngliche Funktion eines Wettergottes hinweist. Als theophores Element findet sich „Qaus“ in (edomitischen) Namen während des gesamten 1. Jahrtausends v. Chr.
Das Heiligtum befand sich auf der Erhebung Quzah in der Ebene Muzdalifa, jetzt zu Saudi-Arabien gehörig.